# 坂本勉
坂本 勉（さかもと つとむ、1962年8月3日 - ）は、日本の元競輪選手・元自転車競技選手。現在の青森県三戸郡南部町出身。日本競輪学校（当時。以下、競輪学校）第57期卒業。日本競輪選手会青森支部所属。師匠は実兄の坂本典男。初出走は1986年5月10日の青森競輪場で初勝利も同日。血液型はO型。
同県所属94期生坂本貴史は長男、100期生坂本周輝は次男、117期生坂本紘規は四男。三男は高校で自転車競技部の顧問をしている。同県所属91期生坂本昌宏・105期生坂本周作は甥（典男の子息）。周作と同期の磯島康祐も勉の甥に当たり自身が師匠。

## 自転車競技での戦績
学生時代から自転車競技を始め、青森県立三戸高等学校を経て日本大学に進学し、在学中に出場した1984年のロサンゼルスオリンピックでは、自転車競技の1000mタイムトライアルで出場権を掴んだが、共産圏諸国のボイコットのため追加で出場権を得たスプリント種目において、敗者復活戦から勝ち上がり、3位決定戦でフィリップ・ヴェルネを下して銅メダルを獲得。ヨーロッパでは「スポーツの王様」といわれる自転車競技で日本人が初めてメダルを獲得するという快挙を成し遂げた。前回モスクワオリンピックは兄・典男がボイコットにより出場を阻まれており、その無念を晴らす以上の活躍であった。
当時学生（アマチュア）だった坂本がメダルを取った後は、プロ選手の参加が解禁されたアトランタオリンピックで十文字貴信が銅メダルを獲得するまで、日本人はメダルには届かなかった。

## 競輪選手としての戦績
日本大学卒業後は競輪学校へ入学。デビュー後暫くは、当時の制度による卒業同期選手のみで行われた新人リーグ競走で圧倒的な力を示し、リーグ終了後も含めて35連勝を記録を樹立した。
そしてトップクラスのS級でも実力を遺憾なく発揮し、1989年にはオールスター競輪で特別競輪（現在のGI）初優勝を果たして獲得賞金1億円突破も確定的になっていたが、KEIRINグランプリ中止のため、あと70万ほど届かず幻となった。しかし1990年のKEIRINグランプリを制した（歴代4人目）ことで、賞金1億円突破と2年連続の賞金王を達成し、競輪の頂点に上り詰めた。
この暫く後から持病の腰痛に悩まされるようになり、自らの時代を築き上げる所までには至らなかった。だが40歳を越してからもGIに出場するなど息の長い活躍を続け、2010年には長男・貴史がS級に昇格したことから史上2組目となる親子同時S級在籍を達成し、同年9月のオールスター競輪においては史上初となる親子同時GI出場も達成した。
しかし脚力の衰えから2011年下半期よりA級へ降格することが決定し、今後の動向が注目されていた中で、2011年6月14日にスポーツ紙の報道で現役引退を決意したと報じられる。6月22日にいわき平競輪場でのF1開催最終日第7R・S級一般戦で1着を取った直後、場内のイベントで正式に引退を表明し、翌日改めて行なわれた記者会見では、腰痛が酷くなったことや、7月からのA級陥落が決まっていたこと、また次男・周輝がデビューすることなどもあり、「潮時だと思った」ことで引退を決意したことを明かした。6月28日に選手登録削除。

## 現役引退後
引退後の2011年7月から、日本自転車競技連盟の日本代表コーチに就任している。2014年5月に開催されたアジア自転車競技選手権大会では、監督代行のヘッドコーチとして指揮。同年9月開催予定のアジア競技大会より、監督として指揮を執ることになっている。
坂本勉のホームバンクだった青森競輪場では、その功績を称えて引退後より『坂本勉カップ』を開催している。なお2016年より日本名輪会に会員として加わることになった。
2021年の東京オリンピックでは、ケイリン競技のペーサーを務めた。

## 主な獲得タイトルと記録
- 1989年 - オールスター競輪（静岡競輪場）
- 1990年 - KEIRINグランプリ （立川競輪場）
- 1991年 - オールスター競輪（高松競輪場）
- 年間賞金王2回 - 1989年、1990年
- 最多連勝（35連勝） - 1986年

- 現役通算記録
  - 2084戦523勝
  - 獲得賞金9億7977万3633円

- 坂本貴史との親子同時記録
  - S級在籍 - 2010年・2011年上半期
  - 特別競輪出場 - 2010年オールスター競輪

## 競走スタイル
圧倒的な先行力は『ロスの超特急』とあだ名されたほどで、全盛期の中野浩一が番手で追走して追い込んでも届かなかったことがある程の実力を誇っていた。
自転車競技出身のため、自転車同士を接触させるヨコを大の苦手としており、ギャンブルレーサーでは『タテの王様ヨコの凡人坂本勉』とも表現された。
それにもかかわらず、圧倒的なスピードのみで2年連続で賞金王になったことから、スピード競輪の元祖となる競走スタイルであった。
しかし後に腰痛により成績が低迷。そのため一時期自在や追込への戦法転換を図ったこともあったが、元通りの先行に戻してからは復調したため、同じ地区に大勢の若手先行選手がいる中で、自らも先行主体で戦い続けた。晩年は年齢的な面から追い込み主体となったが、重鎮的存在であっても年齢を感じさせないことから、選手仲間からも尊敬を受けていた。